# Amis de l'Ordre

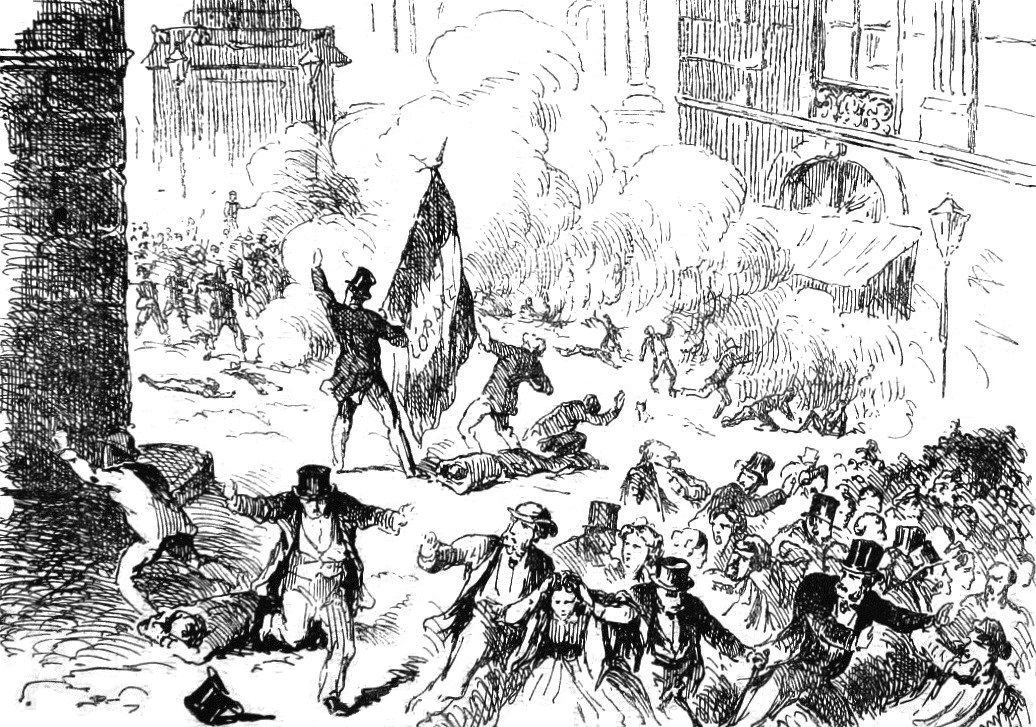
Répression de la manifestation des Amis de l'Ordre le 22 mars 1871, place Vendôme.

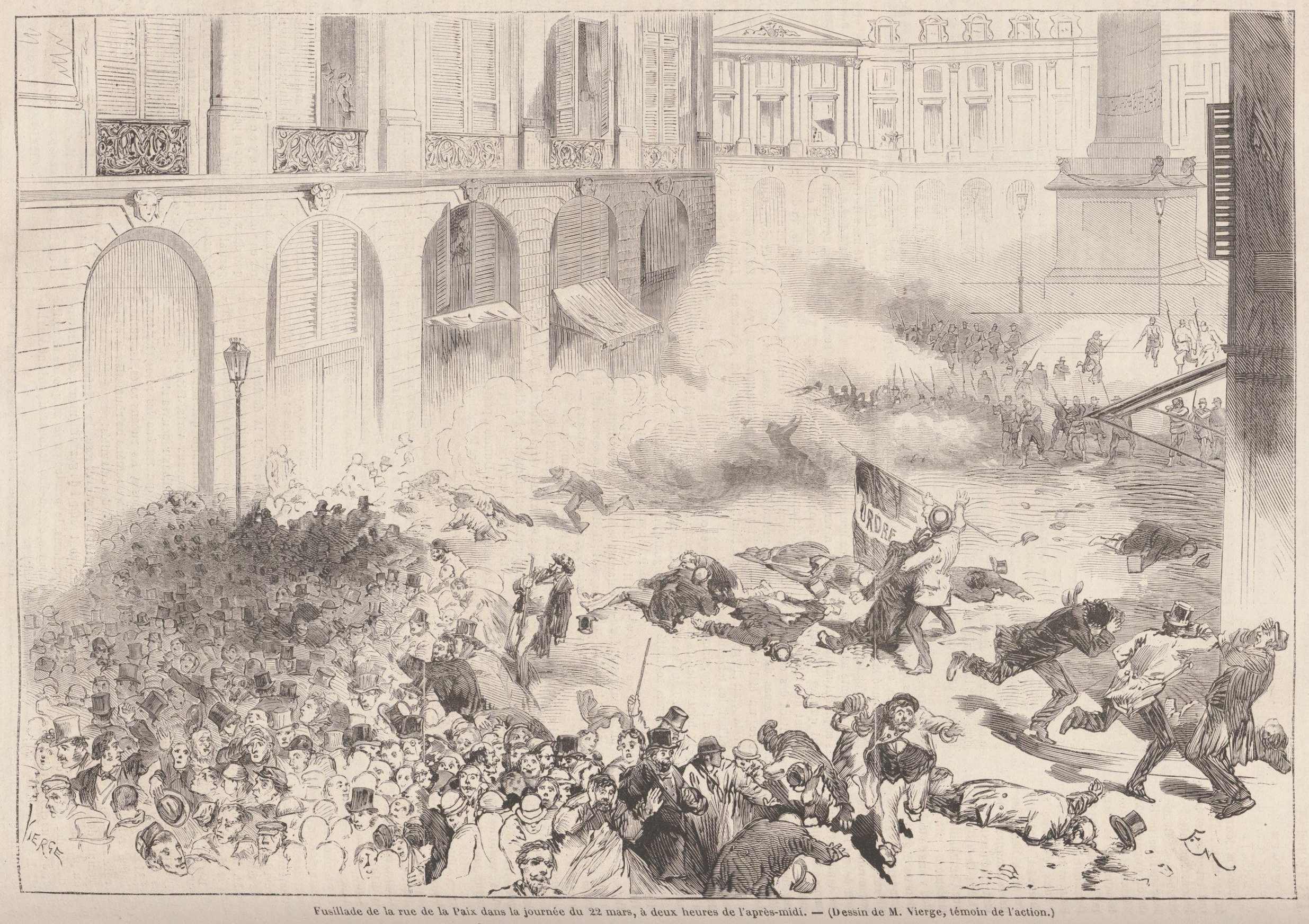
Gravure d'après un dessin de Daniel Vierge, témoin de la scène.

Les Amis de l'Ordre est la dénomination sous laquelle se sont regroupés les Parisiens hostiles à la Commune de Paris.

## Description
La population des quartiers ouest et centre de Paris, de composition plutôt bourgeoise, n'est pas acquise aux idées politiques et sociales qui prévalent dans les quartiers populaires de la périphérie nord, est et sud de la capitale. Aux élections pour l'Assemblée nationale du 8 février 1871, sur les 43 députés de Paris, il y a 6 députés classés à droite. Les idées de cette tendance politique sont relayées par près de trente journaux parisiens (Le Bien Public, La Cloche, Le Figaro, Le Français, Le Journal de Paris, La Liberté, Le Monde, Le Moniteur Universel, Paris-Journal, Le Siècle, L'Univers…).
Cependant, quand le 18 mars 1871, pour briser l'insurrection, le gouvernement d'Adolphe Thiers tente de s'appuyer sur les Gardes nationaux issus des quartiers bourgeois, sur les 12 000 escomptés, environ 600 seulement répondent à l'appel. En revanche, les mairies de l'Ouest et du Centre font de la résistance. Les Amis de l'Ordre tentent d'empêcher la tenue des élections municipales pour le conseil de la Commune prévues pour le 22 mars. Le 21 mars, les journaux hostiles à l'idée de Commune contestent la légitimité du comité central de la Garde nationale qui contrôle Paris insurgé et appellent au boycott des élections. Quelques centaines de manifestants, rubans bleus à la boutonnière, parcourent le boulevard des Italiens, la rue Vivienne, la place de la Bourse, la rue La Fayette, itinéraire des beaux quartiers. Le comité central reportant les élections au 23 mars, les Amis de l'Ordre manifestent de nouveau le 22 mars dans le quartier de l'Opéra en direction de la place Vendôme, où se trouve l'État-major de la Garde nationale. Des insultes et des coups sont échangés. Puis des Gardes nationaux tirent sur les manifestants qui s'enfuient. On compte 2 morts et 7 blessés parmi les communards, et quinze morts et une dizaine de blessés parmi les manifestants (tous provenant de l'aristocratie, de la finance et de la presse parisiennes). Finalement, les élections se déroulent le 26 mars. Les Amis de l'Ordre remportent un franc succès dans les Ier, IIe, IXe et XVIe arrondissements.